# Каларский район
Каларский район — административно-территориальная единица (район) в Забайкальском крае России. В рамках организации местного самоуправления ему соответствует муниципальное образование Каларский муниципальный округ (в 2006—2020 гг. — муниципальный район).
Административный центр района — село Чара, муниципального округа — пгт Новая Чара.

## География
Самый северный район Забайкальского края, со средней широтой 56.5°. Приравнен к районам Крайнего Севера. Граничит на севере с Якутией, на востоке с Амурской областью, на северо-западе с Иркутской областью, на западе с Бурятией, на юге с двумя районами Забайкальского края —Тунгокоченским и Тунгиро-Олёкминским.
Для рельефа типично чередование высоких хребтов (до 3000 м) (Кодар с высшей точкой Забайкалья пиком БАМ, Удокан и др.), нагорий (Патомское, Олёкмо-Чарское) и обширных, глубоких межгорных котловин (Чарская, Муйская впадины). Хребты резко расчленены, характерно развитие форм древнего и современного ледникового рельефа. В котловинах господствуют супесчаные и песчаные грунты. На территории района находится самое глубокое озеро в Забайкальском крае — Ничатка, а также уникальные для Забайкалья Чарские пески, с высшей точкой 793 метра НУМ, ледники Кодара, елово-чозениевая роща, краевые полюс холода (метеостанция «имени XI лет Октября») и полюс снега «Чина».
Район богат месторождениями полезных ископаемых: Апсатское каменноугольное, Бурпалинское медное, Голевское сынныритное, Катугинское криолит-редкоземельно-редкометалльное месторождение, Китемяхтинская золотоносная россыпь, Олондинское месторождение лития, Удоканское медное, Чинейское месторождение железо-титан-ванадиевых и медных руд, Читкандинское каменноугольное, Южно-Сулуматское железное и др. Имеются выходы термальных минеральных вод.
Климат резко континентальный с коротким и нередко дождливым летом. Средняя температура в июле +14 ÷ +20 °C (максимальная +35 °C). Зима холодная и продолжительная, средняя температура января −28 ÷ −34 °C (абс. минимум −64 °C). В Каларском районе, в котором находится самая северная точка края, отмечена самая низкая температура в Забайкальском крае: −64 градуса на Прииске имени 11 лет Октября и −63 градуса в Чаре. Является самым холодным районом края из-за его северо-восточного нахождения, в отдельные годы на северо-востоке края средняя температура января может достигать -43°-44°, а декабря и февраля -40°-41°, средняя температура ноября также порой опускается несколько менее -30°. Годовой перепад температуры в среднем чаще всего не превышает 89°-91° за год, абсолютный по району достигает 99°. Лето также самое прохладное в крае, летняя температура практически не превышает +35°+36°. Количество выпадающих осадков колеблется от 350 мм/год в котловинах до 800—1000 мм/год в горах и нагорьях. Высота снежного покрова 19—20 см, типично развитие наледей, многие из которых сохраняются большую часть лета. Распространена сплошная многолетняя мерзлота большой мощности, залегающая на равнинных участках близко к поверхности. В горах почвы мерзлотно-таёжные, переходящие в арктотундровые, горно-тундровые глеевые. На юге горные мерзлотные подзолистые аллювиально-железистые. В Чарской котловине встречаются развеваемые пески. Здесь распространены несомкнутые группировки горно-тундровой растительности с богатейшими запасами ягельников. Среди каменных россыпей характерны заросли кедрового стланика, лиственничники, редкостойные и низкорослые леса с подлеском из кедровника и ёрников. На постоянно мёрзлых грунтах — сфагновые болота в сочетании с ёрниками. В Чарской котловине — ерниковые заросли с участием лиственницы и берёзы.
Много рек и озёр, в их питании существенна роль талых вод и многочисленных снежников. На западе протекает река Витим, в центральной и северной части — река Чара с притоками, в южной и западной части района — притоки Витима (Калар, Конда, Сюльбан). Много озёр — Большое Леприндо, Малое Леприндо, Леприндокан, Ничатка, Чкаловское и др.

## История
Район образован 2 сентября 1938 года.
В рамках организации местного управления с 2006 до 2020 гг. функционировал одноимённый муниципальный район с административным центром в селе Чара. 24 июля 2020 года путём объединения всех входивших в его состав городского и сельских поселений, муниципальный район был преобразован в Каларский муниципальный округ с переносом административного центра в посёлок городского типа Новая Чара.

## Население
| 2002  | 2007  | 2009  | 2010  | 2011  | 2012  | 2013  |
| ----- | ----- | ----- | ----- | ----- | ----- | ----- |
| 9785  | ↘9600 | ↘9579 | ↘9051 | ↘9023 | ↘8804 | ↘8570 |
| 2014  | 2015  | 2016  | 2017  | 2018  | 2019  | 2020  |
| ↘8383 | ↘8306 | ↘8253 | ↘8160 | ↘8018 | ↘7815 | ↘7666 |
| 2021  |       |       |       |       |       |       |
| ↘7614 |       |       |       |       |       |       |

### Урбанизация
В городских условиях (пгт Новая Чара) проживают 55,66 % населения района (муниципального округа).

## Муниципальное устройство
В рамках организации местного самоуправления на территории района функционирует муниципальное образование Каларский муниципальный округ (в 2006—2022 гг. — муниципальный район).
В существовавший с 2006 до 2022 года муниципальный район входили 5 муниципальных образований, в том числе 1 городское поселение и 4 сельских поселения, а также 1 межселенная территория без какого-либо статуса муниципального образования:
| №        | Муниципальное образование | Административный центр | Количество населённых пунктов | Население (чел.) | Площадь (км²) |
| -------- | ------------------------- | ---------------------- | ----------------------------- | ---------------- | ------------- |
| 1e-06    | Городское поселение       |                        |                               |                  |               |
| 1        | Новочарское               | пгт Новая Чара         | 2                             | ↘3875            | 141,8         |
| 1.000002 | Сельские поселения        |                        |                               |                  |               |
| 2        | Икабьинское               | посёлок станции Икабья | 1                             | ↘354             | 14,6          |
| 3        | Куандинское               | посёлок станции Куанда | 2                             | ↘1464            | 718,4         |
| 4        | Чапо-Ологское             | село Чапо-Олого        | 1                             | ↗142             | 34,9          |
| 5        | Чарское                   | село Чара              | 2                             | ↘1780            | 15,8          |
| 5.000003 | Межселенная территория    |                        |                               |                  |               |
| 5.000004 | Межселенная территория    |                        | 1                             | ↗53              |               |

В 2020 году муниципальный район и все входившие в его состав городское и сельские поселения были упразднены и объединены в муниципальный округ.

## Населённые пункты
В состав района (муниципального округа) входят 9 населённых пунктов:
| № | Населённый пункт | Тип                 | Население    | Бывшее муниципальное образование |
| - | ---------------- | ------------------- | ------------ | -------------------------------- |
| 1 | Икабья           | посёлок при станции | ↗362 (2021)  | Икабьинское                      |
| 2 | Куанда           | посёлок при станции | ↘1394 (2021) | Куандинское                      |
| 3 | Кюсть-Кемда      | село                | ↘187 (2021)  | Чарское                          |
| 4 | Неляты           | село                | ↘46 (2021)   | Куандинское                      |
| 5 | Новая Чара       | пгт                 | ↗4238 (2021) | Новочарское                      |
| 6 | Средний Калар    | село                | ↗53 (2021)   | межселенная территория           |
| 7 | Удокан           | посёлок             | ↘102 (2021)  | Новочарское                      |
| 8 | Чапо-Олого       | село                | ↘128 (2021)  | Чапо-Ологское                    |
| 9 | Чара             | село                | ↘1594 (2021) | Чарское                          |

### Упразднённые населённые пункты
- 19 декабря 2001 года были упразднены  поселок при железнодорожной станции Сюльбан и село Догопчан[25].
- Имени XI лет Октября — зимовье, заброшенный золотой прииск и метеостанция.
- 19 января 2005 года были упразднены село Катугино и село Наминга[26].

## Экономика
Ведущее значение в экономике района играло оленеводство. Олени обеспечивали пропитание и передвижение по северной тайге местных жителей, многочисленных научных экспедиций. На начало 2003 года оленеводство находится в депрессивном состоянии. Сельхозпроизводство ведут ГУСП: совхозы «Каларский» и «Северный». Развиваются отрасли недропользования, ведётся добыча каменного угля (см. «Апсатская угледобывающая компания» («Малый Апсат»)) и других ископаемых (см. «Каларзолото»), идёт подготовка к освоению других месторождений полезных ископаемых. По новой железнодорожной ветке БАМа Карьерная — Чина — Чара отправлена первая промышленная руда Чинейского месторождения на Коршуновский ГОК (однако по состоянию на 2020 год ветка Чина — Чара не функционирует). На станции Куанда с 2000 года базируются 3 предприятия по переработке древесины. Работают Нелятинский лесхоз, Чарский лесхоз. Ведется строительство ГМК "Удокан" (Байкальская горная компания).

## Транспорт
В 1980-х годах через район прошла железнодорожная трасса Байкало-Амурской магистрали, были построены станции Куанда, Новая Чара, Икабья, Леприндо. 29 сентября 1984 года на разъезде Балбухта было уложено «Золотое звено», сомкнувшее рельсы западного и восточного участков БАМа.
Осуществляется авиасообщение с Читой, Иркутском и [[Красноярск|Красноярском]] (аэропорт «Чара»).

## Образование
На 2023 год в районе функционируют 4 дошкольных общеобразовательных учреждения, 4 общеобразовательных учреждения, 5 учреждений дополнительного образования детей, 5 учреждений культурно-досугового типа, 8 библиотек, 1 больница, 2 фельдшерско-акушерских пункта и амбулатория. Работает краеведческий музей. Издаётся газета «Северная правда».

## Достопримечательности
Памятники природы: Чарские пески, елово-чозениевая роща.
Памятники археологии: стоянки Витим, петроглифы Ималык—1, −2, Сень, древнее святилище Кегей. В 2 км ниже устья реки Нижняя Джилинда, в устье ручья Сивакон находится комплекс археологических памятников эпохи неолита (ок. 8 тыс. л. н.). Открыт в 1977—1978 годах.

## Сеть и интернет
В районе осуществляют услуги два телефонных оператора МТС и Мегафон, с разной зоной покрытия, так в посёлке Икабья мобильная связь МТС отсутствует. Оператор Tele2 работает на частотах Yota компании Мегафон.
Интернет-услуги и услуги кабельного телевидения оказывают провайдеры Ростелеком и ООО «Север Связь» (предоставляет услуги связи на базе ТТК), посредством широкополосной сети и оптоволоконной связи.

## Археология
Археологические памятники в Каларском районе представлены рядом объектов: писаницами Сень, Кегей, Ималык I и Ималык II ; стоянками Чарские пески  и Витим.